# Italia ai XVIII Giochi olimpici invernali
L'Italia partecipò ai XVIII Giochi olimpici invernali, svoltisi a Nagano, Giappone, dal 7 al 22 febbraio 1998, con una delegazione di 113 atleti, 34 delle quali donne. L'Italia chiuse questa edizione al decimo posto con due medaglie d'oro, sei d'argento e due di bronzo.

## Medagliere per discipline
| Sport        | Oro | Argento | Bronzo | Totale |
| ------------ | --- | ------- | ------ | ------ |
| Sci alpino   | 1   | 1       | 0      | 2      |
| Bob          | 1   | 0       | 0      | 1      |
| Sci di fondo | 0   | 2       | 2      | 4      |
| Slittino     | 0   | 1       | 0      | 1      |
| Biathlon     | 0   | 1       | 0      | 1      |
| Snowboard    | 0   | 1       | 0      | 1      |
| Totale       | 2   | 6       | 2      | 10     |

## Medaglie d'oro
| Medaglia | Nome                            | Sport      | Evento         |
| -------- | ------------------------------- | ---------- | -------------- |
| Oro      | Deborah Compagnoni              | Sci alpino | Slalom gigante |
| Oro      | Günther Huber Antonio Tartaglia | Bob        | Bob a due      |

## Medaglie d'argento
| Medaglia | Nome                                                   | Sport        | Evento               |
| -------- | ------------------------------------------------------ | ------------ | -------------------- |
| Argento  | Deborah Compagnoni                                     | Sci alpino   | Slalom speciale      |
| Argento  | Marco Albarello Fulvio Valbusa Fabio Maj Silvio Fauner | Sci di fondo | staffetta 4x10 km    |
| Argento  | Stefania Belmondo                                      | Sci di fondo | 30 km tecnica libera |
| Argento  | Armin Zöggeler                                         | Slittino     | Singolo              |
| Argento  | Pieralberto Carrara                                    | Biathlon     | 20 km                |
| Argento  | Thomas Prugger                                         | Snowboard    | Slalom gigante       |

## Medaglie bronzo
| Medaglia | Nome                                                               | Sport        | Evento                 |
| -------- | ------------------------------------------------------------------ | ------------ | ---------------------- |
| Bronzo   | Silvio Fauner                                                      | Sci di fondo | 30 km tecnica classica |
| Bronzo   | Karin Moroder Gabriella Paruzzi Manuela Di Centa Stefania Belmondo | Sci di fondo | staffetta 4x5 km       |

## Short track
L'Italia ha qualificato nello short track un totale di nove atleti, cinque uomini e quattro donne.

### Uomini
| Gara                                                                             | Atleta           | Batterie | Batterie  | Quarti di finale | Quarti di finale | Semifinali      | Semifinali      | Finale          | Finale          |
| Gara                                                                             | Atleta           | Tempo    | Posizione | Tempo            | Posizione        | Tempo           | Posizione       | Tempo           | Posizione       |
| -------------------------------------------------------------------------------- | ---------------- | -------- | --------- | ---------------- | ---------------- | --------------- | --------------- | --------------- | --------------- |
| Maurizio Carnino                                                                 | 500 m            | 43.927   | 2 Q       | 43.225           | 4                | non qualificato | non qualificato | non qualificato | non qualificato |
| Fabio Carta                                                                      | 500 m            | 43.000   | 1 Q       | 43.763           | 3                | non qualificato | non qualificato | non qualificato | non qualificato |
| Fabio Carta                                                                      | 1000 m           | 1:31.315 | 2 Q       | 1:32.358         | 1 Q              | 1:39.402        | 3 QB            | 1:33.015        | 6               |
| Michele Antonioli                                                                | 1000 m           | DSQ      | –         | non qualificato  | non qualificato  | non qualificato | non qualificato | non qualificato | non qualificato |
| Michele Antonioli Maurizio Carnino Fabio Carta Diego Cattani Nicola Franceschina | 5000 m staffetta |          |           |                  |                  | 7:07.770        | 2 QA            | 7:15.212        | 4               |

### Donne
| Gara               | Atleta | Batterie | Batterie  | Quarti di finale | Quarti di finale | Semifinali      | Semifinali      | Finale          | Finale          |
| Gara               | Atleta | Tempo    | Posizione | Tempo            | Posizione        | Tempo           | Posizione       | Tempo           | Posizione       |
| ------------------ | ------ | -------- | --------- | ---------------- | ---------------- | --------------- | --------------- | --------------- | --------------- |
| Barbara Baldissera | 500 m  | 46.113   | 3         | non qualificata  | non qualificata  | non qualificata | non qualificata | non qualificata | non qualificata |
| Marinella Canclini | 500 m  | 1:14.224 | 4         | non qualificata  | non qualificata  | non qualificata | non qualificata | non qualificata | non qualificata |
| Mara Urbani        | 500 m  | 46.287   | 2 Q       | 46.215           | 1 Q              | 46.473          | 4 QB            | 46.687          | 5               |
| Marinella Canclini | 1000 m | 1:35.971 | 2 Q       | 1:38.517         | 4                | non qualificata | non qualificata | non qualificata | non qualificata |
| Katia Colturi      | 1000 m | 1:39.937 | 3         | non qualificata  | non qualificata  | non qualificata | non qualificata | non qualificata | non qualificata |
| Mara Urbani        | 1000 m | 1:39.231 | 3         | non qualificata  | non qualificata  | non qualificata | non qualificata | non qualificata | non qualificata |